# Limbile Albaniei
Albania este o țară omogenă din punct de vedere etnic, unde majoritatea covârșitoare a populației vorbește albaneză, care este și limba oficială. Are două dialecte distincte: tosk, vorbit în sud și Gheg, vorbit în nord. Cu toate acestea, mulți albanezi vorbesc italiană, greacă, franceză, germană, engleză și printre alte limbi, datorită numărului mare de diaspora albaneză și comunități albaneze din Balcani.

## Statutul albanezei
Articolul 14 din Constituția albaneză prevede că „Limba oficială în Republica Albania este albaneză.” Potrivit recensământului populației din 2011, 2.765.610, 98,767% din populație a declarat limba albaneză ca limbă maternă („limba maternă este definită ca prima sau principala limbă vorbită acasă în timpul copilăriei ").

### Dialecte
Albaneza standard se bazează în dialectul tosk, vorbit în sud. Ghegul este vorbit în nord și de asemenea de albanezii kosovari și în Croația Arbanasi, dialectul Reka superior, Istrian. Granița tradițională dintre cele două dialecte este râul Shkumbin. Deși sunt oarecum diferite, sunt inteligibile reciproc. Alte soiuri notabile, toate fiind sub-dialecte ale toskului, includ Lab, Cham, Arbëresh vorbit în Italia și Arvanitika, Arvanitic în sudul Greciei.